# Tmarus planquettei
Tmarus planquettei là một loài nhện trong họ Thomisidae.
Loài này thuộc chi Tmarus. Tmarus planquettei được miêu tả năm 1966 bởi Jézéquel.